# Romanian Open 1999 - Qualificazioni doppio
Le qualificazioni del doppio  del Romanian Open 1999 sono state un torneo di tennis preliminare per accedere alla fase finale della manifestazione. I vincitori dell'ultimo turno sono entrati di diritto nel tabellone principale. In caso di ritiro di uno o più giocatori aventi diritto a questi sono subentrati i lucky loser, ossia i giocatori che hanno perso nell'ultimo turno ma che avevano una classifica più alta rispetto agli altri partecipanti che avevano comunque perso nel turno finale.
Le qualificazioni del doppio del torneo Romanian Open 1999 prevedevano 4 coppie partecipanti di cui una è entrata nel tabellone principale.

## Teste di serie
1. Dušan Vemić /  Nenad Zimonjić (Qualificati)

1. Ota Fukárek /  Cristiano Testa (primo turno)

## Qualificati
1. Dušan Vemić  /   Nenad Zimonjić

## Tabellone

### Legenda
| - Q = Qualificato - WC = Wild card - LL = Lucky loser | - ALT = Alternate - SE = Special Exempt - PR = Protected Ranking | - w/o = Walkover - r = Ritirato - d = Squalificato |

|  | Primo turno | Primo turno                             | Primo turno                        | Primo turno | Primo turno |  |  | Ultimo turno | Ultimo turno                       | Ultimo turno | Ultimo turno | Ultimo turno |  |
|  |             |                                         |                                    |             |             |  |  |              |                                    |              |              |              |  |
|  | 1           | Dušan Vemić Nenad Zimonjić              | 3                                  | 7           | 6           |  |  |              |                                    |              |              |              |  |
|  |             | Emilio Benfele Álvarez Álex López Morón | 6                                  | 6           | 3           |  |  | 1            | Dušan Vemić Nenad Zimonjić         | 5            | 6            | 6            |  |
|  |             | Alberto Berasategui Francisco Roig      | Alberto Berasategui Francisco Roig | 7           | 6           |  |  |              | Alberto Berasategui Francisco Roig | 7            | 3            | 4            |  |
|  | 2           | Ota Fukárek Cristiano Testa             | Ota Fukárek Cristiano Testa        | 5           | 2           |  |  |              |                                    |              |              |              |  |